# Лигово (усадьба)

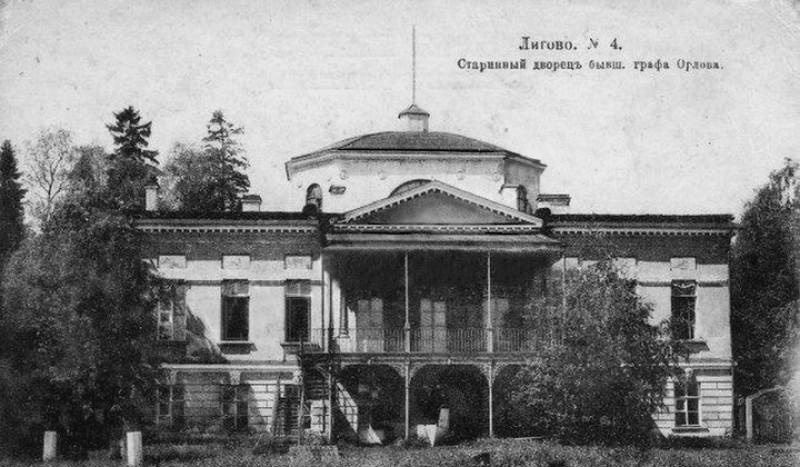
Усадебный дом в Лигово на фотографии 1905 года

Поместье и усадьба (мыза) Ли́гово находилась в XVIII—XIX веках на развилке Петергофской и Красносельской дорог, по соседству с шереметевским имением Ульянка. Современное место — Полежаевский парк в муниципальном округе Урицк Красносельского района Санкт-Петербурга.
Материальных свидетельств существования имения сохранилось немного. Большой господский дом, выстроенный в конце XVIII века по заказу графа Г. Г. Орлова (западный комплекс), был разобран во время строительства посёлка Клиново для рабочих и их семей треста «Знамя Труда» зимой 1932-33 гг. Место большого дома находится на алее Славы в Полежаевском парке, недалеко от бывшей плотины. Малый орловский дом с флигелями, стоявший при въезде в поместье с Красносельского шоссе (восточный комплекс), был деревянным и пришел в негодность уже в середине XIX века. У плотины бывшего Лиговского озера можно увидеть развалины фундамента водяной мельницы, построенной в середине XVIII в елизаветинский период правления (со времён Петра Первого мыза Лигово принадлежало императорскому двору). В границах бывшего озера сохранились два искусственных острова (земляные холмы), один рядом с бывшим гротом, другой рядом с плотиной. До 1970-х годов можно было найти лютеранское Буксгевденское кладбище на берегу речки Ивановки, образованное в XIX веке во времена немецкой Соломенной колонии.

## Лиговский пруд
В январе 1716 года Пётр Первый издал указ о строительстве плотины на реке Лиге (ныне река Дудергофка). Плотина перегородила реку в версте от Петергофского шоссе, в результате чего образовалось вытянутое с севера на юг проточное озеро (пруд). Позже, в 1751 году, у плотины построили большую водяную мельницу, выполняющую заказы на помол зерна и суконно-валяльные работы.
Лиговский пруд с плотиной просуществовал в общей сложности 225 лет, до начала ленинградской блокады. Житель довоенного Урицка вспоминает, что пруд был обезвожен летом 1941 г., в период между началом ВОВ и началом блокады Ленинграда.
След Лиговского пруда сохранился до настоящего времени — это извилистый овраг в Полежаевском парке, протянувшийся от балтийской ветки Октябрьской железной дороги вдоль проспекта Маршала Жукова до бывшей насыпи плотины.

## История поместья (мызы)
История этой местности тесно связана с рекой Лигой (фин. Liihajoki швед. Liga). С новгородских времён известна одноимённая ижорская деревня на высоком левом берегу реки Лиги, пересекающей Балтийский глинт.
С начала XVIII века мыза Лигова находилась в царском владении Петра Первого и занимала шесть «мест» (участков). В связи с благоустроением новой Петергофской дороги по его указу была возведена плотина на реке Лиге (после 1716) недалеко от деревни Лихалы. Вода заполнила овраг и образовалось новое водохранилище — Лиговской пруд (озеро).
К 1719 году на царской мызе существовали скотный и солодовый дворы, а также 23 двора дворцовых служащих, которыми управлял мызник Григорий Бобрик. В штате в 1725 году был подключник, 4 огородника, конюх и солодовник.
В царствование Елизаветы Петровны деревня Лигово относится к «придворному селу». В Лигове проживали дворцовые садовники, переведенные из Москвы во времена основания Петербурга, впоследствии они стали крепостными Орлова и Буксгевдена. В 1755 году у плотины построили большую каменную водяную мельницу, выполняющую заказы на помол зерна и суконно-валяльные работы.
Имение графа Орлова
В 1765 году Екатерина Вторая пожаловала своему фавориту графу Г. Г. Орлову обширные поместья, в которые, в частности, входили деревни Лигова, Ивановская, Новая, Новое Койрово, Паново. Вокруг пруда началось строительство, и на его берегах возникли два особняка (восточный и западный) и службы. Восточный господский дом стоял фасадом к озеру, а отдельные флигели тянулись в другую сторону, к Нарвской дороге. У дома выкопали круглый пруд (сохранился). Сегодня это пустырь вдоль западной стороны проспекта Маршала Жукова. Предположительно, в этот генеральский период был возведён большой двухэтажный особняк на западном берегу пруда с тремя портированными фасадами, овальным залом и восьмигранным бельведером. Орловский особняк был разобран зимой 1932/1933 гг.
Имение Буксгевденов

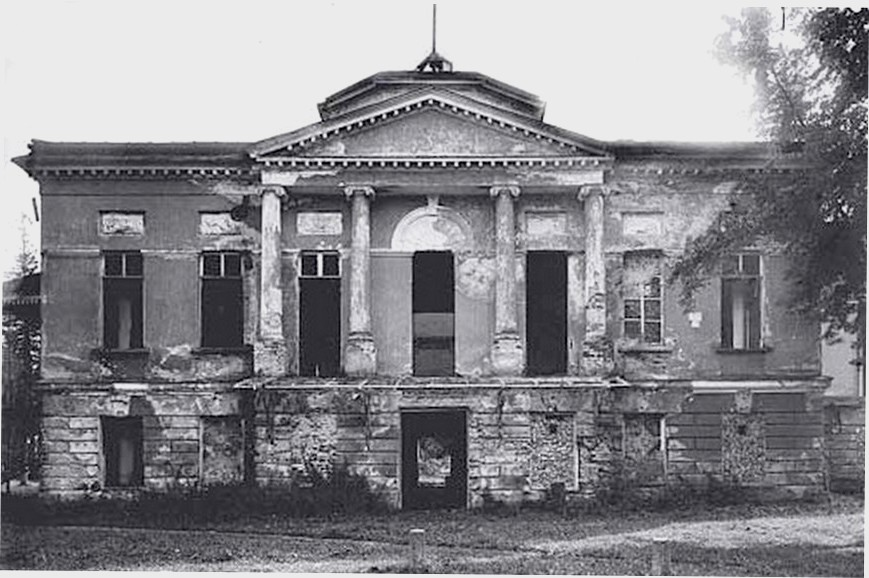
Дача Буксгевденов, позже Кушелевых. Фото 1918—1920 годов.

После смерти Орлова, в 1783 году, Лиговское имение перешло его воспитаннице Н. А. Алексеевой, жене Ф. Ф. фон Буксгевдена, бывшего адъютанта Орлова.
После смерти генерала Ф. Ф. Буксгевдена в 1811 году Лигово перешло его сыну Петру Фёдоровичу Буксгевдену. 
В 1833 году имение пересекло новое Пулковско-Петергофское шоссе, которое прошло по шлюзу Лиговского озера. Усадьба стала проезжей. Граф Петр Федорович был потомственным военным и много служил вдали от столицы, поэтому он стал сдавать внаём часть домов своего имения, мельницу, кузницу и довольно известный «Соломенный кабачок» на Петергофской дороге. В 1839 году имение было описано и продано графу Г. Г. Кушелеву.
Имение Кушелевых
С 1840 года следующий владелец усадьбы генерал-лейтенант Г. Г. Кушелев заказал архитектору М. А. Макарову большую перестройку. Была сооружена между домом и озером каменная терраса с чугунной решеткой и каменными вазонами с небольшой пристанью. На террасу выходило открытое чугунное крыльцо под навесом, с которого можно было любоваться видами озера. Усадьба значительно увеличилась за счёт разбивки английского пейзажного парка с западной стороны. Рельеф обработали террасами. Провели сеть аллей и дорожек, создали видовые горки, выкопали пруды. Дом соединили крытым переходом с кухней (западный фасад), к северу от него организовали отдельные зоны — фруктовый сад с оранжереями, конюшни, птичий и скотный дворы. Всем хозяйством управлял англичанин Мак-Лотлинг. Уже после смерти графа в пруду был насыпан островок («Остров Любви») с «Храмом Амура» и южнее — туфовый грот также с островком.
Вдова графа Екатерина Дмитриевна Кушелева (урожд. Васильчикова), была наследницей части большого состояния графов Разумовских. На свои деньги она заказала Штакеншнейдеру церковь-усыпальницу (свт. Григория Богослова) над могилой мужа в Троице-Сергиевой пустыни. Она в делах понимала мало, но хорошо понимала в роскошных приёмах на своей даче. К концу жизни графини управляющие довели поместье до разорения и оно с торгов досталось купцу 1-й гильдии П. Г. Курикову, который сдавал здания дачникам на лето.

## Дачные места

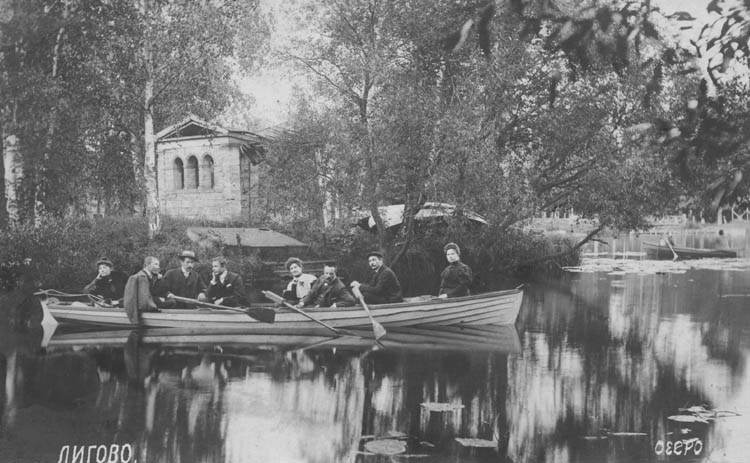
«Лигово. Озеро» (открытка начала XX века)

С конца 1870-х годов окрестности Лигова стали популярной местностью для загородных прогулок и дачного отдыха, а сам пруд использовался для катания на лодках. По выходным на зеркальной глади пруда плавал понтон с оркестром графа А. Д. Шереметева и играл красивую музыку.
Добровольная Пожарная дружина им. Петра Великого, образованная графом А. Д. Шереметевым и базировавшаяся в Ульянке, обеспечивала безопасность, особенно актуальную в деревянных дачных посёлках. Пожарные также устраивали спектакли для дачников, а на выручку укрепляли местную пожаробезопасность. Позже, в 1903 открыли и освятили здание пожарного резерва в Лигово (там же, где и современная пожарная часть № 24).
Последним владельцем Лиговского имения перед революцией был К. М. Полежаев, золотодобытчик и банкир. Разбогатевший на Енисейских приисках горный инженер Константин Полежаев продавал землю имения другим землевладельцам, которые межевали территорию под дачные участки. Так появились посёлки «Новые места в Лигове» и Фаворито.
С января 1898 года начало работу Санкт-Петербургское Попечительство о народной трезвости. Среди различных форм мероприятий, к числу наиболее значимых и результативных можно отнести открытие Народных домов и библиотек-читален, чайных-читален, организацию народных гуляний и поучительных театрализованных представлений. В 1900 году на собственные средства на территории своей усадьбы мировой судья Сергей Иванович Никифоров (род. 1865) построил библиотеку-читальню (около Привала, у поворота на Красносельскую дорогу на уступе). Народная читальня стала местом проведения бесед и лекций с демонстрацией «туманных картин», танцевальных и развлекательных вечеров, детских праздников, Рождественских елок. Стремясь приобщить к чтению как можно большее число простых людей, Никифоров и его помощники организовали «летучую библиотеку» (передвижную). Своеобразным новшеством стало изготовление наглядных учебных пособий по естествознанию: гербариев, биологических препаратов, этимологических коллекций, которые с успехом использовались в учебном процессе учителями школ, а также в народных чтениях при библиотеке. Участие во Всероссийских и Международных выставках (Париже и Льеже), где библиотека не раз удостаивалась высших наград, принесло ей широкую известность и популярность.